# Hans Martin Gjedrem
Hans Martin Gjedrem (* 6. Juni 1980 in Norddal) ist ein ehemaliger norwegischer Biathlet.
Bei Europameisterschaften, an denen die Weltcup-Spitzenathleten gewöhnlich nicht teilnehmen, gewann Gjedrem bislang drei Medaillen: 2006 belegte er im deutschen Langdorf-Arbersee Platz 3 mit der norwegischen Staffel. Im darauffolgenden Jahr gewann er bei der EM im bulgarischen Bansko Silber im 10-km-Sprint sowie im 4×7,5-km-Staffelrennen.
In seiner ersten Weltcupsaison 2005/06 belegte Gjedrem Platz 89 der Gesamtwertung. Sein bisher bestes Weltcup-Einzelresultat war der dritte Platz beim Sprintrennen im finnischen Lahti am 3. März 2007.

## Biathlon-Weltcup-Platzierungen
Die Tabelle zeigt alle Platzierungen (je nach Austragungsjahr einschließlich Olympische Spiele und Weltmeisterschaften).
- 1.–3. Platz: Anzahl der Podiumsplatzierungen
- Top 10: Anzahl der Platzierungen unter den ersten zehn (einschließlich Podium)
- Punkteränge: Anzahl der Platzierungen innerhalb der Punkteränge (einschließlich Podium und Top 10)
- Starts: Anzahl gelaufener Rennen in der jeweiligen Disziplin
- Staffel: inklusive Mixed- und Single-Mixed-Staffeln

| Platzierung                      | Einzel | Sprint | Verfolgung | Massenstart | Staffel | Gesamt |
| -------------------------------- | ------ | ------ | ---------- | ----------- | ------- | ------ |
| 1. Platz                         |        |        |            |             | 1       | 1      |
| 2. Platz                         |        |        |            |             |         |        |
| 3. Platz                         |        | 1      |            |             |         | 1      |
| Top 10                           |        | 1      |            |             | 2       | 3      |
| Punkteränge                      | 4      | 7      | 7          |             | 2       | 20     |
| Starts                           | 7      | 18     | 12         |             | 2       | 39     |
| Stand: nach der Saison 2009/2010 |        |        |            |             |         |        |